# Alf Thoor
Alf Oskar Sivert Thoor, född 23 juni 1923 i Norra Sandsjö församling (nu Nässjö kommun), död 12 september 1998 i Högalids församling, Stockholm, var en svensk musikkritiker, översättare, skribent i tidningen Expressen. 

## Biografi
Alf Thoor, som var son till Oscar Thoor och Irma, född Hultstein, blev efter akademiska studier vid Uppsala universitet filosofie kandidat där 1951. Han var musikkritiker vid Svenska Morgonbladet 1946–1955, MB 1957–1958, Expressen 1956 och från 1958, politisk redaktör vid Expressen 1977–1988. Han var musikmedarbetare i Röster i Radio 1952–1954, redaktör för Stockholms konsertförenings programblad och sekreterare i programrådet 1952–1956, redaktör för tidskriften Musiklivet – Vår Sång 1955–1961, ledamot i Musikfrämjandet 1958–1963, tidskrnd kulturrådet 1975–1984, ledamot HSFR 1979–1983. Han utgav Tio bilder till musiken (1978).
Gift 24 oktober 1963 med konstnären (måleri) Carin Margareta Thoor, född Sandberg 1931 i Vasa församling, Göteborg. Hon tilldelades "Carl Christensen och Maria Ekmans pris på 75 000 kronor" 2011. Alf Thoor är gravsatt i minneslunden på Maria Magdalena kyrkogård i Stockholm.